# Алексіс Александріс
Алексіс Александріс (грец. Αλέξης Αλεξανδρής, нар. 21 вересня 1968) — грецький футболіст, що грав на позиції нападника, зокрема за «Олімпіакос» та національну збірну Греції. По завершенні ігрової кар'єри — тренер.
Десятиразовий чемпіон Греції. Один з найрезультативніших грецьких нападників 1990-х і першої половини 2000-х, коли чотири рази ставав найкращим бомбардиром грецької футбольної першості.

## Клубна кар'єра
У дорослому футболі дебютував 1986 року виступами за команду «Верія», в якій провів п'ять сезонів, взявши участь у 104 матчах чемпіонату і забивши в них 36 голів. 
1991 року перейшов до столичнога АЕКа. Відіграв за афінську команду три сезони, в яких незмінно виборював титул чемпіона Греції. А в сезоні 1993/94, забивши 24 голи, розділив з польським нападником «Панатінаїкоса» Кшиштофом Важихою титул найкращого бомбардира сезону.
Влітку 1994 року перебрався до пірейського «Олімпіакоса». Відіграв за цей клуб наступні десять сезонів своєї ігрової кар'єри. Був основним гравцем атакувальної ланки команди і одним з її головних бомбардирів, маючи середню результативність на рівні 0,52 гола за гру першості. За цей час додав до переліку своїх трофеїв ще сім титулів чемпіона Греції, а тричі, у 1997, 2001 і 2002 роках, знову ставав найкращим бомбардиром грецької першості.
Згодом протягом 2004—2005 років досвідчений форвард грав за «Ларису» та «Каллітею», а завершував кар'єру як граючий тренер кіпрського клубу АПОП у 2005—2006 роках.

## Виступи за збірну
1992 року дебютував в офіційних матчах у складі національної збірної Греції.
У складі збірної був учасником чемпіонату світу 1994 року в США, де виходив на поле в одній грі групового етапу, який грекам подолати не вдалося.
Загалом протягом кар'єри в національній команді, яка тривала 11 років, провів у її формі 42 матчі, забивши 10 голів.

## Кар'єра тренера
Здобувши перший тренерський досвід у 2005—2006 роках як граючий тренер кіпрської команди АПОП, 2008 року повернувся до тренерської роботи і очолив тренерський штаб «Керкіри».
Згодом у 2009–2011 роках працював з молодіжною командою «Олімпіакоса», після чого до 2015 року тренував низку грецьких нижчолігових команд, а також румунський «Турну-Северин».

## Титули і досягнення

### Командні
- Переможець Середземноморських ігор: 1991
- Чемпіон Греції (10):

АЕК: 1991-1992, 1992-1993, 1993-1994
«Олімпіакос»: 1996-1997, 1997-1998, 1998-1999, 1999-2000, 2000-2001, 2001-2002, 2002-2003
- Володар Кубка Греції (1):

«Олімпіакос»: 1998-1999

### Особисті
- Найкращий бомбардир чемпіонату Греції (4):

1993-94 (24 голів), 1996-97 (23 голів), 2000-01 (20 голів), 2001-02 (19 голів)